# Типченица
Тѝпченица е село в Северозападна България, община  Мездра, област Враца.

## География
Село Типченица се намира на около 21 km югоизточно от областния център Враца и около 9 km южно от общинския център Мездра. Разположено е в северозападните разклонения на планинския рид Гола глава. Климатът е умереноконтинентален, почвите в землището са преобладаващо сиви и светлосиви горски. Надморската височина в центъра на селото при сградата на кметството е около 510 m, в нараства до около 550 – 560 m на север и североизток а на юг намалява до около 460 m.
Общински път свързва Типченица на запад при село Лютидол с първокласния републикански път I-1 (част от Европейски път Е79) и по него на север с Враца, а на югоизток – със село Липница. Черен път (с вероятни елементи на оф-роуд) води от Типченица на север към село Дърманци.
Землището на село Типченица граничи със землищата на: село Дърманци на север; село Лик на север и североизток; село Липница на изток и юг; село Лютидол на юг и югозапад; село Ребърково на северозапад.
Населението на село Типченица, наброявало 1719 души при преброяването към 1934 г., намалява до 680 към 1992 г. и 337 (по текущата демографска статистика за населението) към 2020 г.
При преброяването на населението към 1 февруари 2011 г., от обща численост 413 лица, за 409 лица е посочена принадлежност към „българска“ етническа група.

## История
На запад от Типченица, върху естествено защитена висока тераса, се намират развалини на българско средновековно градѝще и на църква. Типченица е старобългарско селище, заварено от османските завоеватели на българските земи с днешното си име. Името му се среща в регистри за войнуци от 1548 г., втората половина на XVI век и началото на XVIII век.
В селото преди 1878 г. са живели черкези. Лидер сред тях бил Джамбулет, или известен още като Джамбалаза, главатар на банда разбойници, които тероризирали околните села с кражби, грабежи, убийства и изнасилвания. Бандата му действа активно в преследването на Ботевата чета през май 1876 г. Някои считат, че Ботев е убит именно от опитен черкезки стрелец, който успява да се промъкне незабелязано до българските позиции. В българската литература е посочен черкезкият предводител Джамбулет, който е водач на черкезката конница, сражаваща се с четата на Ботев. В хода на сражението при Околчица, Джамбулет е застрелян в главата от Георги Апостолов – български четник, което предизвиква временна паника сред черкезката шайка.
В Руско-турската освободителна война 1877 – 1878 г. участват трима опълченци от селото.

## Население
Преброяване на населението през 2011 г.
Численост и дял на етническите групи според преброяването на населението през 2011 г.:
|                     | Численост | Дял (в %) |
| Общо                | 413       | 100,00    |
| Българи             | 409       | 99,03     |
| Турци               | 0         | 0,00      |
| Цигани              | 0         | 0,00      |
| Други               | 0         | 0,00      |
| Не се самоопределят | 0         | 0,00      |
| Неотговорили        | 3         | 0,72      |

## Обществени институции

### Църква
Строена е през 1830 г. изцяло с дарения от населението. Градежът завършил за четири години. В летописа на селото се казва, че новият храм израсъл върху основите на стар, от времето преди османската власт. Дълго време тук се помещавало и килийното училище. През 1870 г. зографът поп Петко Влашкоселец я изрисувал цялата, което било рядкост в неговата практика. Любопитно е, че почти всяка библейска сцена носи имената на местните хора дарители, които са я поръчали.
Църквата е известна и с обезглавения образ на бог Саваот. Случката станала през 1880 г., когато хората от Типченица решили да построят кубе на ниската постройка от времето на владичеството и с това да отбележат освобождението си. При разрушаването на стените бил прекъснат стенописът с образа на Бог-Отец и оттогава на стената край купола е останала само брадата му и фигурата.
Дървените икони на два века са добре запазени, защото навремето предприемчив свещеник от съседно село ги събрал и съхранил, докато църквата се рушала.

### Хотел
На мястото на училището е изграден уютен 3-етажен хотел с ресторант от 120 места, притежаващ собствена изба с бели и червени вина, произведени от местнорастящи сортове грозде.

## Празници
За официален празник на селото се счита 6 септември. Провеждат се тържества и водосвет на паметника на центъра на селото. От 2007 година на празника се провежда фолклорният фестивал надпяване „Типченица пее“, който събира участници и гости от цялата страна.
На 29 юли 2006 г. е проведено първото по рода си надпяване в селото. Празненството се състои на Калнева могила. Присъстват 1700 души. Участват над 17 състава. На фона на хубавата музика се извива хоро от млади и стари. Надпяването печели хорът на с. Типченица. Това се превръща в традиция за селото.
Голям празник също са датите 1/14 февруари (Трифон Зарезан), когато се зарязват лозите с много музика, народни обичаи и вино, с което е прочута Типченица.
В селото се възстановява традицията на курбаните, които се правят на празниците св. Дух, св. Илия, св. арахангел Михаил.

## Забележителности
От селото има маршрути до Черепишкия манастир и други забележителности.
Срещу селото в местността Градище,е издигнат 12 метров кръст и беседка за отдих с прекрасна гледка към Врачански Балкан и доста села в околностите.

## Известни жители
- Драган Вучев – герой от Балканските войни 1912 – 1913 г. от опълченците от XII призивен набор на 1-ва софийска дивизия.
- Иван Кръстев, български революционер от ВМОРО, четник на Йордан Спасов[7]
- Йордан Кръстев – офицер от запаса, училищен инспектор, основоположник на вестник „Искърски Фаръ“, създател и участник в строежа на читалището в Мездра, затворен като „враг на народа“ във Врачанския затвор (1944) заради посрещането на цар Борис III с хляб и сол, когато влакът минава през Мездра.
- 105-годишният Петър Цинцарски.